# Catocala olivia
Catocala olivia är en fjärilsart som beskrevs av H. Edwards 1880. Catocala olivia ingår i släktet Catocala och familjen nattflyn. Inga underarter finns listade i Catalogue of Life.